# Culture de Samara
La culture de Samara est une culture archéologique qui exista de -5200 à -4800 av. J.-C. dans la région du cours moyen de la Volga, au bord de son affluent la rivière Samara. Cette culture a été découverte après des fouilles réalisées en 1973 près du village de Siezjeïé (Съезжее) en Russie. La culture de Samara est contemporaine d’autres cultures préhistoriques de la steppe pontique comme la culture de Khvalynsk ou la culture Repin, et antérieure à celle de Yamna (ou Yamnaya). Depuis les travaux de M. Gimbutas, ces cultures sont considérées comme proto-indo-européennes. La culture de Samara serait un des précurseurs de la culture kourgane. 
La culture de Samara révèle un mode de vie chasseur-pêcheur-cueilleur sans présence d'agriculture ni d'objet métallique, mais avec présence de poterie et d'élevage. Les premiers objets en cuivre apparaissent avec la culture de Khvalynsk. Sa classification comme culture « énéolithique » ou « chalcolithique » est donc problématique, les auteurs soviétiques puis russes utilisant le terme néolithique pour toute culture archéologique avec présence de poterie, même en contexte évident de chasseurs-cueilleurs. Certains auteurs utilisent le terme « subnéolithique ». Il s'agit plus d'une culture de la fin du Mésolithique[réf. nécessaire].  

## Datation

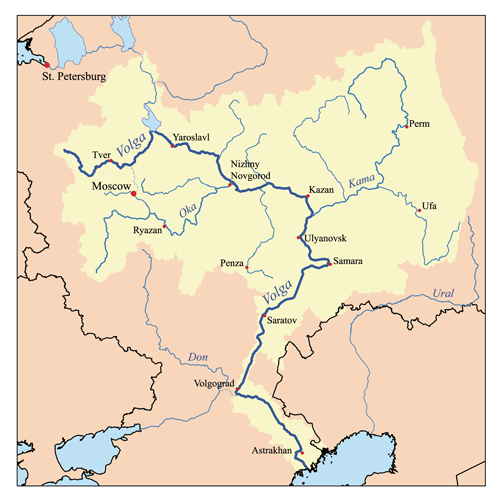
Carte du cours de la Volga avec le lieu contemporain de Samara.

La culture de Samara est une culture chalcolithique du début du Ve millénaire dans le méandre de Samara de la moyenne-Volga, aux confins septentrionaux de la steppe. On l'a découverte au cours des fouilles archéologiques de 1973 près du village de Siezjeïé (Съезжее) en Russie. D'autres sites ont pu lui être reliés : Varfolomievka sur la Volga (-5500), rattachée auparavant à une culture de Caspienne septentrionale, et Mykol'ske, sur le Dniepr[réf. nécessaire]. Les premiers temps de la culture de Samara sont contemporains des débuts de la culture de Khvalynsk (4700-3800 av. J.-C., alors que les vestiges dégagés paraissent liés à ceux de la culture Dniepr-Donets II (entre 5200 et 4200 av. J.-C.).
La vallée de la Samara recèle des sites d'autres cultures plus tardives, qualifiées de « cultures de Samara » ou « cultures de la vallée de la Samara. » Certains sites sont toujours en fouille ; mais la « culture de Samara » au singulier est un terme réservé à la culture chalcolithique la plus ancienne de cette région.

## Vestiges

### Céramique
La céramique consiste surtout en vases ovoïdes aux bord relevés. Ils n'étaient pas faits pour être posés sur une surface plane, de sorte que l'on soupçonne qu'ils étaient plutôt suspendus dans une résille ou portés dans une sacoche, les bords permettant en effet dans ce cas d'empêcher le récipient de glisser. 
La décoration est une succession de motifs parallèles : lignes droites, ondulées ou en zigzag, bandes, encoches ou traces de peigne. On saisit mieux la signification de ces motifs en regardant le vase de dessus : il s'agit d'une représentation du soleil et de ses rayons, interprétation confirmée par l'évolution de cette ornementation.

### Sacrifices d'animaux
Cette culture se caractérise par l'abondance des restes d'animaux sacrifiés, que l'on retrouve sur la plupart des sites. Il n'y a aucune preuve incontestable de déplacement à cheval, mais on a retrouvé des tombes avec restes de chevaux, les plus vieilles de l'Ancien Monde. Le plus souvent, les sabots et les crânes d'animaux, couverts d'ocre pulvérisé, sont déposés dans un plat posé sur la tombe d'un défunt. Certains ont vu là la preuve des premiers sacrifices de chevaux, mais cette interprétation n'est pour l'instant appuyée par aucune preuve ; et si l'on sait que les Indo-Européens sacrifiaient hommes et animaux, d'autres cultures ont connu ces pratiques.

### Sépultures
Les tombes sont des puits individuels peu profonds. Le corps est en général aspergé d'une poudre faite d'ocre rouge puis recouvert de terre pour boucher la tombe. Parfois on trouve inhumés ensemble deux ou trois corps. 
Certaines tombes sont recouvertes d'un cairn ou d'un môle de terre, où l'on peut voir une lointaine évocation des kourganes. Toutefois, le véritable kourgane est un tumulus beaucoup plus élevé censé permettre au chef défunt de rejoindre les dieux du ciel[réf. nécessaire]. Il est donc difficile de cerner la signification de ces premiers tumulus.
Les offrandes retrouvées dans les tombes sont des bijoux représentant des chevaux. Les tombes contiennent d'ailleurs une grande quantité d'ossements de chevaux ; on ne peut affirmer positivement que ces chevaux étaient déjà domestiqués ou montés, mais on est certain qu'ils servaient de nourriture. Certains os plats d'animaux étaient percés ou gravés pour en faire figurines et pendentifs.
Les tombes contiennent aussi des dagues de silex et d'os de bonne facture, placées au bras ou à la tête du défunt, et on en a retrouvé une dans la tombe d'un jeune garçon. Les armes dans les tombes d'enfants seront plus fréquentes dans les civilisations postérieures. Parmi les autres armes retrouvées, on compte des pointes de lance en os et des pointes de flèche en silex.
Un homme inhumé à Lebyadjinka il y a environ 7 000 ans, que les spécialistes d’archéogénétique appellent volontiers le « chasseur-cueilleur de Samara » (et référencé I0124; SVP44; M340431), était porteur de l'haplogroupe R1b1* (R-L278*) relativement rare du chromosome Y.

## Économie et élevage
à partir du début de l'Énéolithique, les populations locales de la culture de Samara pratiquent l'élevage de bétail bovin sans agriculture. La chasse semble jouer un rôle secondaire et la pêche est peu développée. Le bœuf est le principal aliment du régime alimentaire de la population pendant la période énéolithique.
Par la suite pendant la phase de la culture Repin, le rôle de l'élevage ovin a été accru et la consommation de viande ovine a prévalu par rapport à la période énéolithique. Cela semble fournir la preuve de la transition vers une forme nomade d'élevage.

## Possible foyer d'origine des Indo-européens
L'archéologue lituano-américaine Marija Gimbutas (1921-1994) a considéré la culture de Samara comme le « foyer » des premiers Indo-européens. Selon elle, la région  du cours moyen de la Volga serait l'Urheimat (lieu d'origine) des langues indo-européennes.

## Génétique
Selon les études génétiques, les populations de la culture de Samara et les individus des steppes de l'Âge du cuivre directement au nord du Caucase n'ont initialement pas reçu de flux du gène des fermiers d'Anatolie (généralement liés au processus de néolithisation en Europe). Au lieu de cela, le profil d'ascendance chalcolithique des steppes montre un mélange homogène d'ascendance de chasseurs-cueilleurs de l'Est européen (EHG) et de chasseurs-cueilleurs caucasiens (CHG), suggérant une frontière culturelle et génétique efficace entre les populations chalcolithiques contemporaines, notamment des steppes et du Caucase.